# Српска народна странка (Хрватска)
Српска народна странка (скраћено СНС) је ванпарламентарна политичка странка у Републици Хрватској која заступа интересе српске националне мањине.
Странка је била прва српска парламентарна странка у Сабору Републике Хрватске и то у три сазива Сабора, од парламентарних избора 1992. до избора 2003. године.

## Организација
Странка у свом раду обликује политичка мишљења, ставове и захтеве Срба у Републици Хрватској, полазећи од: хуманистичких опредељења, демократских метода политичког деловања, слободарских и демократских традиција Срба у Хрватској из времена Аустроугарске, предратне Југославије и антифашистичког опредјељења из времена Другог светског рата, припадности и очувања целине српског народа, признања демократски изабране власти у Републици Хрватској, неприхватања тоталитарних режима, прихватања приватног власништва и тржишне привреде, грађанских и националних права и слобода и животног интереса Срба за улазак у Европску заједницу.
Странка је прва српска парламентарна странка у Сабору Републике Хрватске и то у три сазива Сабора, странка на чије скупштине и пригодне прославе су долазили тих давних деведесетих година прошлог века многи светски угледни људи од Питера Галбрајта, америчког амбасадора, других амбасадора и представника дипломатског кора, као и многи прваци странака у Хрватској.

### Руководство и локалне организације
Председник странке је Милан Родић. Потпредседник странке је Божидар Славуљ. Чланови Председништва странке поред председника и потпредседника још су Драган Хинић, Душан Црнковић и Ђуро Ђермановић.
Странка има две жупанијске организације и то у Карловачкој и Сисачко-мославачкој жупанији. У ове две жупаније имају три градска и четири општинска одбора.

## Деловање
Основана је 18. маја 1991. године у Загребу од стране припадника српске мањине, на челу са Миланом Ђукићем, који се нису слагали са политиком Српске демократске странке. Заменик председника био је Милан Верглаш а секретар Милена Керкез. На оснивачкој скупштини у Европском дому у Јуришићевој улуици у Загребу било је око 200 чланова и око 30 гостију. Подршку оснивању странке на оснивачкој скупштини дали су представници Хрватске народне странке, Хрватске демократске заједнице, Хрватске социјално-либералне странке, као и Олга Царевић и други.

### Време рата у Хрватској
С избијањем рата у Хрватској постала је странка која је заступала интересе Срба на подручјима под надзором хрватске власти. Странка је убрзо добила повлашћен третман у државним медијима. На другим парламентарним изборима 1992. године Странка није успела да пређе праг од 3 посто за улазак у Сабор. Међутим пресудом Уставног суда три њена заступника, укључујући Ђукића, добила су саборске мандате, јер на листама других странака које су прешле праг није било довољно посланика српске националности, а да би се испунила квота коју је прописивао тадашњи уставни закон о правима мањина. Уставни суд је мандате препустио СНС-у, иако је пре те странке по броју гласова листа са српским посланицима била листа Социјалдемократске уније, образложивши то тиме да СНС као „етничка странка“ има веће право на „етничке мандате“. Мандатари у Сабору су били Милан Ђукић, Веселин Пејновић и Драган Хинић.
Милан Ђукић је убрзо након тога постао потпредседник Сабора, а СНС добио надимак "Странка Туђманових Срба". Та се перцепција касније променила, када је СНС почео све више да критикују однос власти према српској мањини, пошто су трајно били незадовољни тиме што су Срби у Републици Хрватској престали бити политички народ и постали национална мањина.

### После 1995. године
Странка је у трећем сазиву Хрватског сабора (1995—1999) имала два посланика (Ђукић и Пејновић) а у четвртом сазиву (1999—2003) једног посланика (Ђукић).
Странка је заједно са још две политичке партије, Партијом подунавских Срба и Српском демократском барањском странком, и још неколико српских организација основала Народно вијеће Срба почетком 1999. године. Циљ удруживања био је алтернатива политици СДСС-а.

### Избори 2003. године и време после тога
На петим парламентарним изборима одржаним 23. новембра 2003. године Странка се за гласове српске мањине морала борити са Самосталном демократском српском странком (СДСС) од којих је изгубила на изборима за три представника српске националне мањине у Хрватском сабору. Милан Ђукић је освојио 0,37% мање гласова од Ратка Гајице из СДСС те није изборио место у Сабору.
После смрти оснивача и првог председника странке Милана Ђукића на чело странке је на конвенцији странке у Загребу 30. априла 2007. године за председника изабран Милан Родић који је и сада актуелни председник странке.
На шестим парламентарним изборима 2007. године сва три кандидата су заједно освојила тек 6% посто гласова Срба за представнике у Сабору.
На локалним изборима 2009. године Странка је учествовала на изборима за чланове скуштине Карловачке и Сисачко-мославачке жупаније као и у Огулину и Плашком. После избора Странка је заједно с Демократском партијом Срба и Нове српске странке усвојила платформу с којом се отворио пут уједињавања ових трију странка. Годину дана касније, Странка је 13. децембра 2010. године у Вировитици заједно с још неколико српских странака и организација у Хрватској формирала Коалицију „Српска слога“ као алтернативу политици СДСС-а.
На изборима за заступнике у Хрватски сабор 2011. године Странка коалирала је са Демократском партијом Срба и Нашом странком. Коалиција носи назив: Демократска опозиција српских странака (ДОСС). Испред странке на листи Коалиције у 12. изборној јединици био је председник Странке Милан Родић који је освојио 9,5% гласова што је недовољно за улазак у Сабор.
Председник Републике Хрватске Иво Јосиповић примио их је делегацију Странке 23. августа 2012. године како би разговарали о проблемима Срба у Хрватској.
Председник Странке Милан Родић крајем октобра 2013. године дао је оставку за своју функцију. На изборној скупштини одржаној 16. новембра 2013. године изабран је Зоран Којић из Борова.